# 阿倫哈里·阿卜杜
阿倫哈里·阿卜杜（英語：Allunhari Abdou）是西非國家甘比亞的村莊，位於上河區的尼亞尼縣。根據2009年所做的人口調查數據顯示，居住於阿倫哈里·阿卜杜的總人口數量為414人。